# Suhail Azzam
Suhail Azzam (arabisch سهيل عزام; * 10. Juni 1983) ist ein jordanischer Skirennläufer. Er startete hauptsächlich im Slalom.

## Karriere
Azzam erlernte das Skifahren im Alter von 8 Jahren. Seine ersten internationalen Rennen bestritt er bei den Winter-Asienspielen 2017 in Sapporo. Mit den Plätzen 22 bzw. 30. im Slalom respektive Riesenslalom belegte er jeweils mit deutlichem Abstand den letzten Platz.
2019 nahm er als erster jordanischer Skirennläufer an einer Alpinen Skiweltmeisterschaft teil. Bei den Wettkämpfen im schwedischen Åre belegte er den 83. Platz im Slalom.
Seine bisher letzten internationalen Rennen bestritt er im November 2021 bei einigen Rennen der FIS Entry League in der Ski Dubai. Seitdem ist er international nicht mehr in Erscheinung getreten.

## Privates
Azzam ist verheiratet und Vater zweier Kinder. Zuletzt lebte er in Dubai.

## Erfolge

### Weltmeisterschaften
- Åre 2019: 83. Slalom

### Winter-Asienspiele
- Sapporo 2017: 22. Slalom, 30. Riesenslalom

### Weitere Erfolge
- Sieger bei den Skimeisterschaften der Vereinigten Arabischen Emirate im Slalom (2018)[6]